# Haywood County (Tennessee)
Das Haywood County ist ein County im US-amerikanischen Bundesstaat Tennessee. Das U.S. Census Bureau hat bei der Volkszählung 2020 eine Einwohnerzahl von 17.864 ermittelt. Der Verwaltungssitz (County Seat) ist Brownsville.

## Geografie
Das County liegt im Westen von Tennessee, ist etwa 50 km von Arkansas entfernt und hat eine Fläche von 1383 Quadratkilometern, wovon 2 Quadratkilometer Wasserfläche sind. An das Haywood County grenzen folgende Nachbarcountys:
| Lauderdale County | Crockett County |                 |
| Tipton County     |                 | Madison County  |
|                   | Fayette County  | Hardeman County |

## Geschichte
Das Haywood County wurde am 3. November 1823 gebildet. Benannt wurde es nach John Haywood (1753–1826), einem Attorney General und Richter am Tennessee Supreme Court. Haywood war auch unter seinem Spitznamen The father of Tennessee history bekannt.

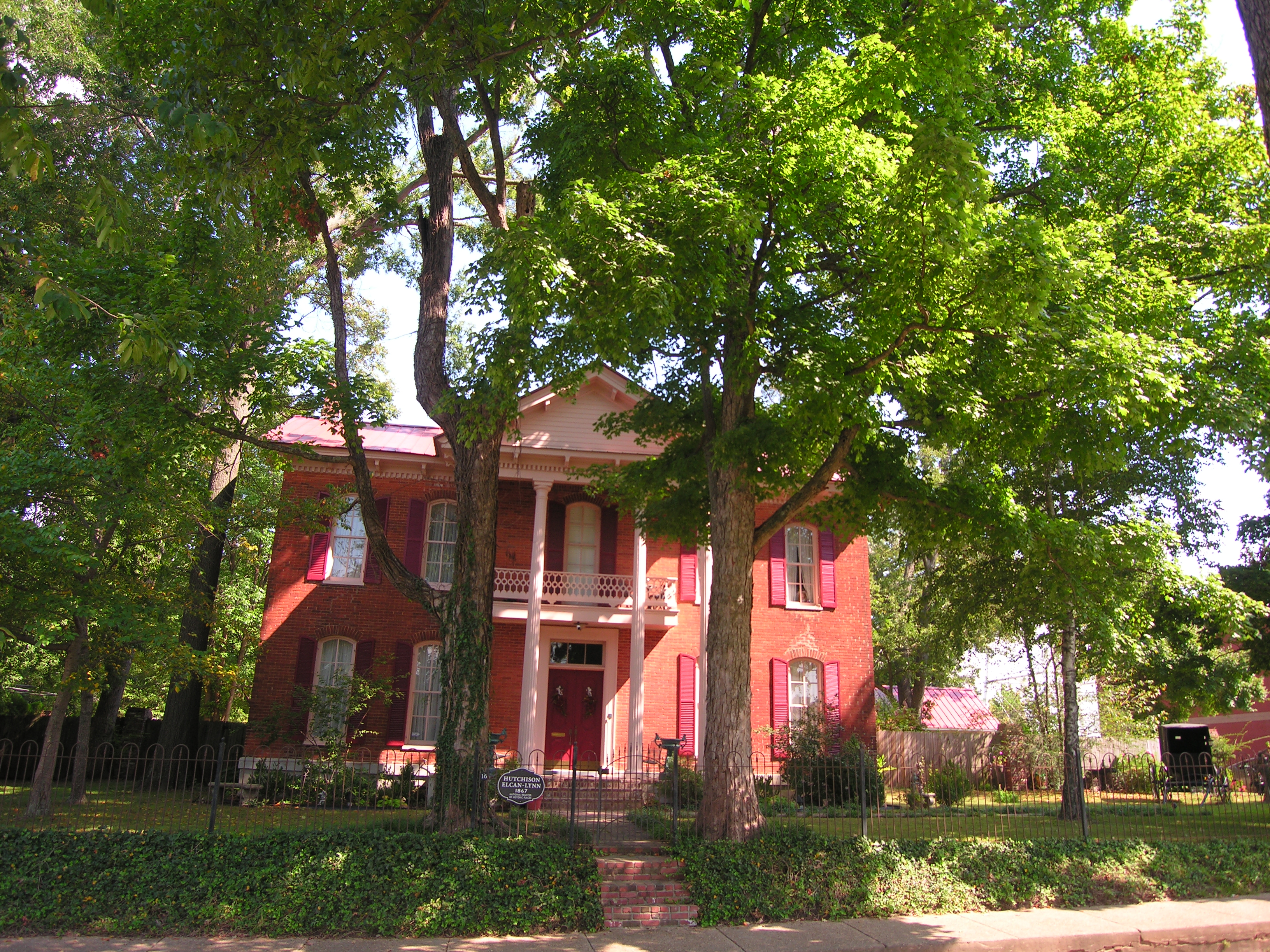
Das Joshua K. Hutchison House ist einer von zehn Einträgen des Countys im NRHP.

Zehn Bauwerke und Stätten des Countys sind im National Register of Historic Places (NRHP) eingetragen (Stand 17. August 2018).

## Demografische Daten
Nach der Volkszählung im Jahr 2010 lebten im Haywood County 18.787 Menschen in 7445 Haushalten. Die Bevölkerungsdichte betrug 13,6 Einwohner pro Quadratkilometer. In den 7445 Haushalten lebten statistisch je 2,53 Personen.
Ethnisch betrachtet setzte sich die Bevölkerung zusammen aus 48,5 Prozent Weißen, 50,2 Prozent Afroamerikanern, 0,3 Prozent amerikanischen Ureinwohnern, 0,2 Prozent Asiaten sowie aus anderen ethnischen Gruppen; 0,8 Prozent stammten von zwei oder mehr Ethnien ab. Unabhängig von der ethnischen Zugehörigkeit waren 4,0 Prozent der Bevölkerung spanischer oder lateinamerikanischer Abstammung.
25,0 Prozent der Bevölkerung waren unter 18 Jahre alt, 60,9 Prozent waren zwischen 18 und 64 und 14,1 Prozent waren 65 Jahre oder älter. 53,1 Prozent der Bevölkerung war weiblich.

Das jährliche Durchschnittseinkommen eines Haushalts lag bei 32.414 USD. Das Pro-Kopf-Einkommen betrug 17.047 USD. 26,6 Prozent der Einwohner lebten unterhalb der Armutsgrenze.

## Ortschaften im Haywood County
City
- Brownsville

Town
- Stanton

Unincorporated Communities
- Dancyville
- Nutbush
- Belle Eagle
- Woodland

## Gliederung
Das Haywood County ist in zehn durchnummerierte Distrikte eingeteilt:
| Distrikt | Einwohner (2010) | FIPS     |
| -------- | ---------------- | -------- |
| 1        | 1617             | 47-90076 |
| 2        | 2048             | 47-90266 |
| 3        | 1807             | 47-90456 |
| 4        | 1932             | 47-90646 |
| 5        | 1799             | 47-90836 |
| 6        | 1917             | 47-91026 |
| 7        | 2263             | 47-91216 |
| 8        | 1909             | 47-91406 |
| 9        | 1634             | 47-91596 |
| 10       | 1861             | 47-91786 |